# Chimantaea rupicola
Chimantaea rupicola là một loài thực vật có hoa trong họ Cúc. Loài này được Maguire, Steyerm. & Wurdack mô tả khoa học đầu tiên năm 1957.